# André Kailao
André Kailao, né vers 1918 à Bodo au Tchad, mort le 3 septembre 1965 à Fort-Lamy au Tchad, est un soldat français d'origine tchadienne, qui s'est illustré au cours de la Seconde Guerre mondiale.
Il se rallie en août 1940 à la France libre et participe à la campagne d'Érythrée, où il se distingue à la bataille de Keren, ce qui lui vaut de compter parmi les Compagnons de la Libération. La croix de la Libération lui est remise personnellement par le général de Gaulle. Il participe ensuite à la campagne de Syrie, à la campagne de Libye puis à la campagne de France, face à la poche de Royan et de la pointe de Grave et à La Rochelle.

## Biographie
Né vers 1918, André Kailao est originaire de Bodo, près de Doba, au Tchad. Il est issu du peuple Sara,.

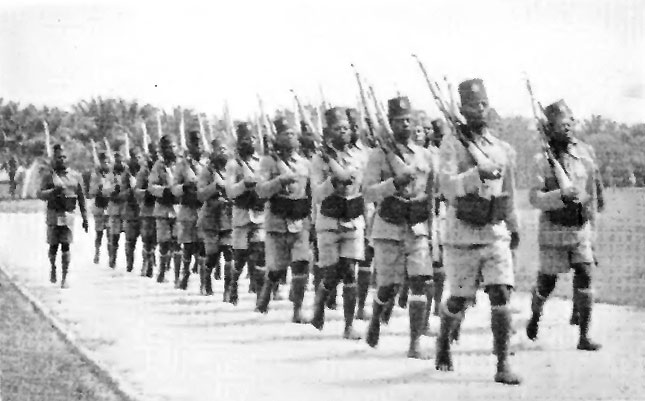
Soldats africains (du Congo belge) en route pour la campagne d'Érythrée.

Il habite Doyaha, près de Fort-Archambault, au moment du déclenchement de la Seconde Guerre mondiale. Il est alors incorporé au régiment de tirailleurs sénégalais du Tchad (RTST). Devant participer en métropole à la guerre contre l'Allemagne, il est envoyé dans le détachement de renfort no 2 mais se retrouve bloqué à Brazzaville par l'armistice en juin 1940. Renvoyé avec ce détachement vers le Tchad en août 1940, il parvient le 24 août en Oubangui-Chari.

### Combats avec la France libre

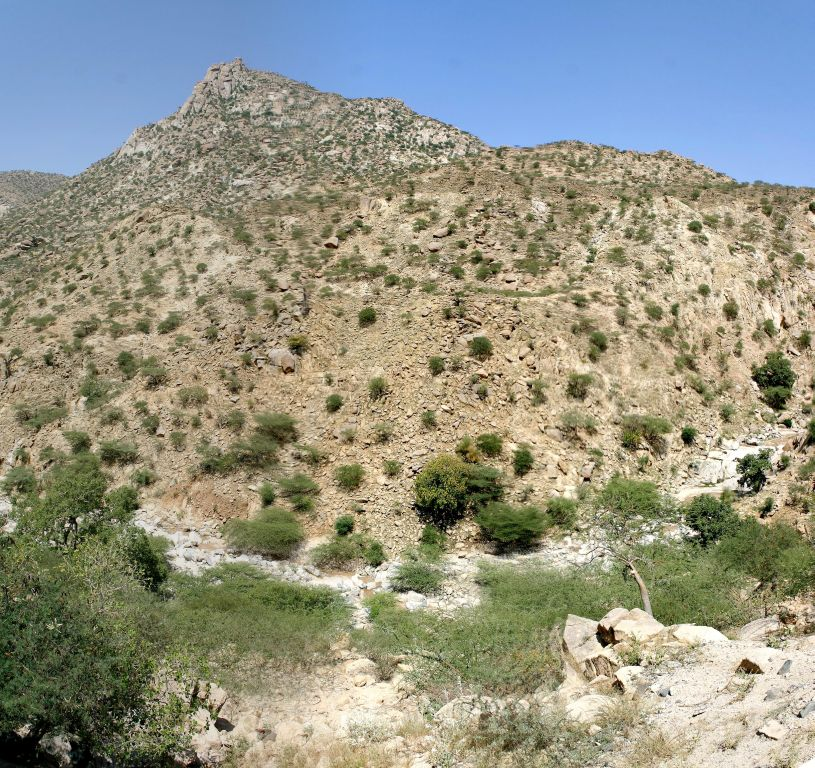
Le champ de bataille de Keren.

C'est là qu'André Kailao rallie la France libre le 30 août. Il rejoint Bangui le 4 septembre, puis de nouveau le Tchad le 22 septembre. Il y est d'abord réincorporé dans le RTST, à la 17e compagnie de ce régiment, puis affecté au bataillon de marche no 3 (BM3) au moment de la création de cette formation, sous les ordres du commandant Pierre Garbay.
Le BM3 part renforcer la brigade française libre d'Orient. Avec le BM3, Kailao participe à la campagne d'Érythrée, du 14 février 1941 au 6 mai suivant. Au cours de cette campagne, le 22 février à Kub Kub lors de la bataille de Keren il est blessé à deux reprises, successivement au visage, puis à la cuisse, par balle. Il doit rester à l'hôpital jusqu'en avril, puis il rejoint son bataillon.

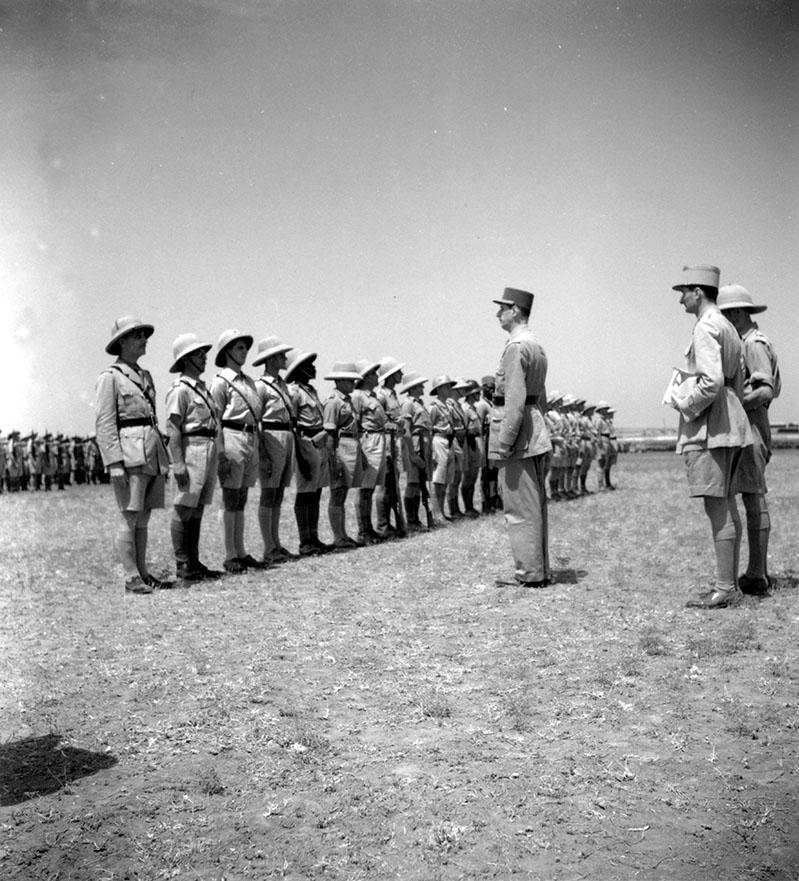
De Gaulle devant les nouveaux compagnons, dont Kailao, le 26 mai 1941.

À la suite de ces événements, André Kailao devient tirailleur de 1re classe le 1er mai 1941, mérite une citation à l'ordre de l'armée, et devient Compagnon de la Libération. C'est le général de Gaulle lui-même qui lui remet la croix de l'ordre de la Libération, le 26 mai 1941 en Palestine, au camp de Qastina.
Kailao participe ensuite à la campagne de Syrie contre les forces vichystes, du 9 juin au 19 juillet 1941. Passant à la compagnie lourde de son bataillon, il prend part ensuite à la campagne de Libye en mai et juin 1942. Après cette nouvelle campagne, il revient au Tchad avec le bataillon de marche no 3, puis est affecté de nouveau au régiment de tirailleurs sénégalais du Tchad.
Il passe en novembre 1943 au bataillon de marche no 15 (BM15) en cours de formation, et part avec lui en Afrique du Nord,. Il est embarqué alors pour la France et arrive à Marseille le 17 novembre 1944 pour participer à la libération du territoire métropolitain.
Après avoir stationné à Antibes, André Kailao est envoyé en mai 1945 sur le front de la poche de Royan et de la pointe de Grave et de La Rochelle. Il y participe avec le BM 15 à réduire les poches ennemies,,.

### Après-guerre
Revenu au Tchad vers mars 1946, André Kailao y termine son service actif le 20 juillet suivant. Il s'installe alors à Bodo où il est né.
Il travaille alors comme chauffeur, d'abord avec le guide Marcel Vincent, un autre Compagnon de la Libération,. Après la mort de Vincent en 1950, il est chauffeur à Fort-Lamy pour le Haut-commissariat,. Il reçoit la médaille militaire en 1949.
André Kailao meurt le 3 septembre 1965 à Fort-Lamy et y est enterré.
Il n'existe pas de portrait connu le représentant. L'ordre de la Libération a lancé un appel pour trouver sa photographie et celle de dix-neuf autres Compagnons.

## Distinctions et hommages

### Décorations

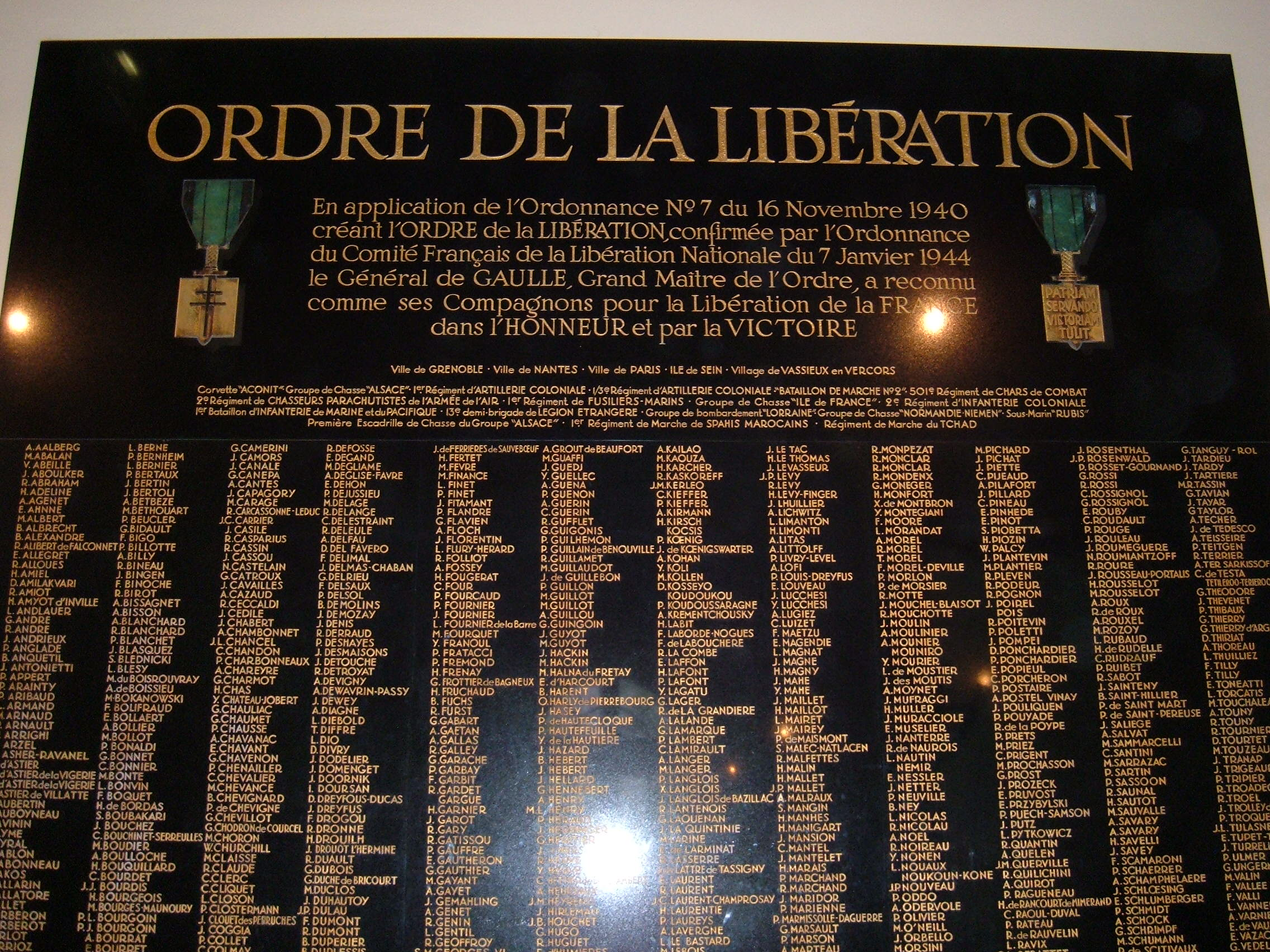
« » à la lettre K sur la plaque en hommage aux Compagnons, musée de l'Armée, Paris.

- Chevalier de la Légion d'honneur
- Compagnon de la Libération, croix remise par le général de Gaulle en mai 1941 et régularisé par décret du 23 juin 1941[6]
- Médaille militaire
- Croix de guerre 1939–1945, palme de bronze
- Insigne des blessés militaires
- Croix du combattant volontaire de la Résistance
- Croix du combattant
- Médaille coloniale avec agrafes « Erythrée » et « AFL ».
- Médaille commémorative des services volontaires dans la France libre
- Médaille commémorative française de la guerre 1939–1945 avec agrafes « Afrique » et « Libération ».

### Autres hommages
Son nom figure sur toutes les listes des Compagnons de la Libération, notamment sur la grande plaque au musée de l'Armée, à Paris.
Une plaque à sa mémoire et à celle des quatre autres Tchadiens Compagnons de la Libération est inaugurée le 8 mai 1997 à Farcha, à côté de N'Djamena.